# کارسانابلوت
کارسانابلوت (به ایتالیایی: Caresanablot) یک کومونه در ایتالیا است که در استان ورسلی واقع شده‌است.

## خصوصیات
کارسانابلوت ۱۱٫۱ کیلومترمربع مساحت و ۱٬۰۵۷ نفر جمعیت دارد و ۱۳۵ متر بالاتر از سطح دریا واقع شده‌است.